# Ринард (Ајова)
Ринард (енгл. Rinard) град је у америчкој савезној држави Ајова. По попису становништва из 2010. у њему је живело 52 становника.

## Демографија
Према попису становништва из 2010. у граду је живело 52 становника, што је -20 (-27.8%) становника више него 2000. године.
| Група             | 2000.       | 2010.       |
| Белци             | 72 (100.0%) | 52 (100.0%) |
| Афроамериканци    | 0 (0,0%)    | 0 (0,0%)    |
| Азијати           | 0 (0,0%)    | 0 (0,0%)    |
| Хиспаноамериканци | 0 (0,0%)    | 0 (0,0%)    |
| Укупно            | 72          | 52          |